# Amtrak

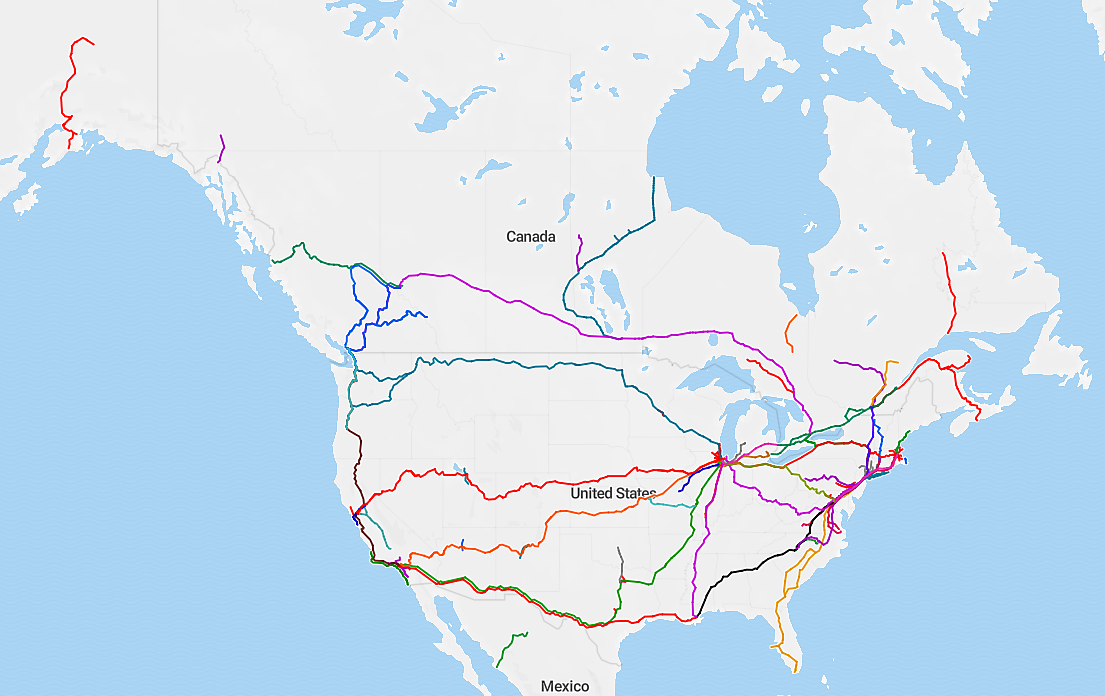
Trenes de pasajeros en América del Norte (mapa interactivo)

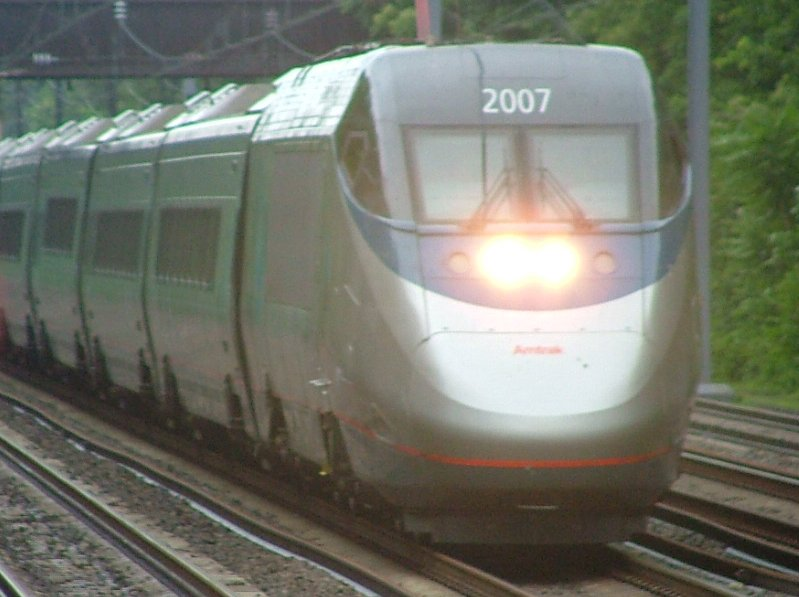
Acela Express en West Windsor, Nueva Jersey.

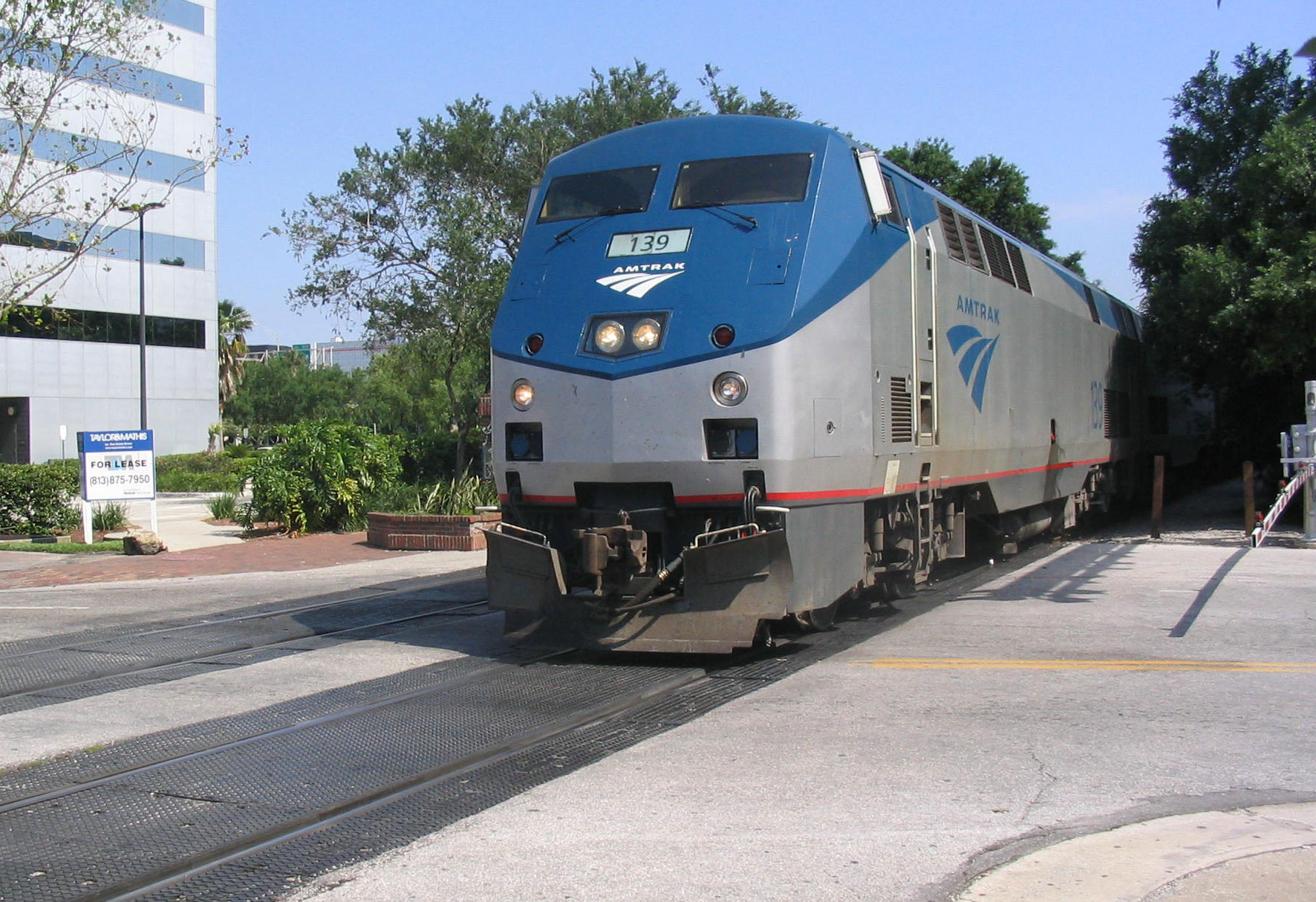
Tren de Amtrak en el centro de Orlando, Florida.

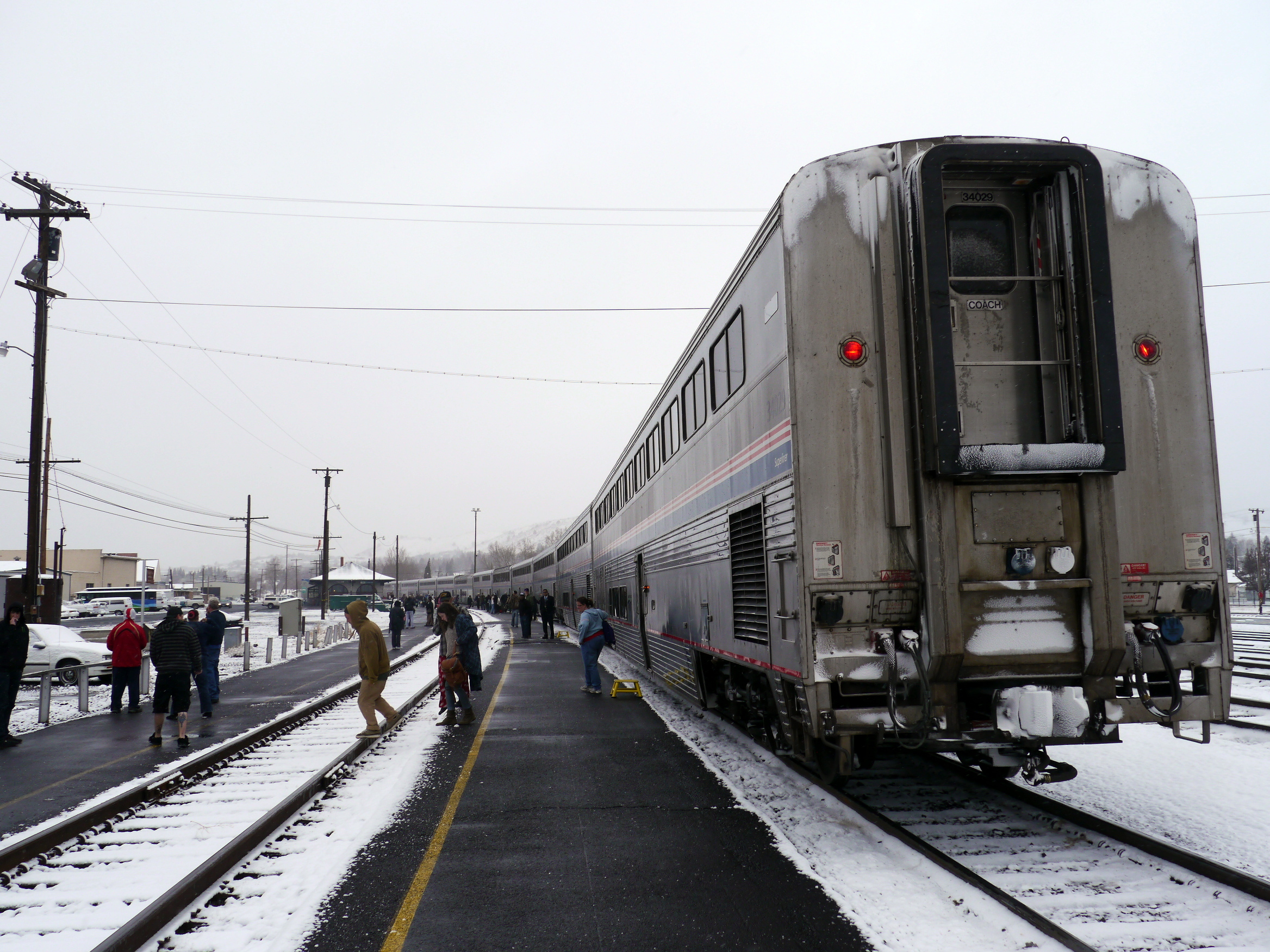
El Coast Starlight en Klamath Falls, Oregón.

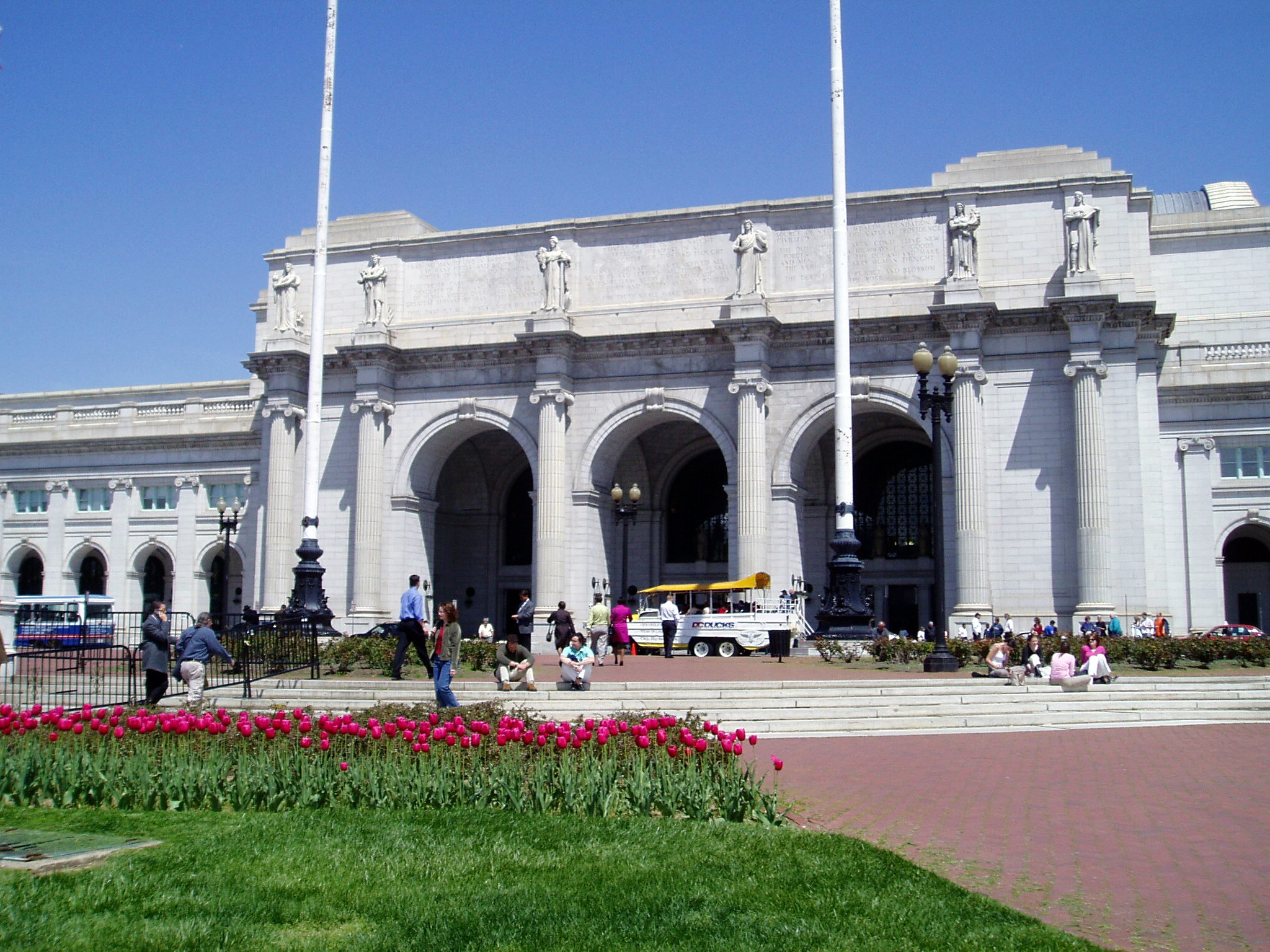
Estación Union en Washington D. C., la sede del Amtrak

Amtrak es el nombre comercial de la empresa pública National Railroad Passenger Corporation (Corporación Nacional de Ferrocarriles de Pasajeros en idioma español), que opera la red nacional interurbana de transporte ferroviario de pasajeros de los Estados Unidos desde el 1 de mayo de 1971. La Association of American Railroads (Asociación de Ferrocarriles Estadounidenses) le ha asignado los reporte de marca AMTK  y AMTZ.
Amtrak es una agencia controlada por el gobierno, puesto que su acción preferente es mantenida por el Gobierno de los Estados Unidos. Los miembros de la junta directiva de Amtrak son nombrados por el presidente de los Estados Unidos y están sujetos a ratificación por el Senado.
Una parte de la acción preferente (o acción de oro) pertenece a los ferrocarriles privados que trasladaron a Amtrak sus servicios de pasajeros en 1971. Aunque las acciones de Amtrak no pagan dividendos y no es intercambiada rutinariamente en el mercado bursátil, una pequeña cantidad de inversores privados han comprado acciones de Amtrak a los dueños originales.
Amtrak tiene más de 19 000 empleados. La red nacional es de 35 000 km de rutas que conectan 500 comunidades en 46 estados de los Estados Unidos, y algunas de sus rutas enlazan comunidades de Canadá. En el año fiscal de 2004, Amtrak transportó más de 25 millones de pasajeros, un récord corporativo.

## Historia

### Servicios de pasajeros antes de Amtrak
Entre 1870 y 1916 el número de kilómetros de líneas férreas estadounidenses creció desde los 850 hasta 3940 km, mientras que en el mismo periodo las innovaciones técnicas (como ancho de vía normalizado, locomotoras más potentes, freno neumático, sistemas de señales y coches de pasajeros fabricados en acero) llevaron unas mejoras significativas en lo que atañe a la seguridad y rapidez del transporte ferroviario. En 1910, los ferrocarriles transportaban el 95% de todos los viajeros interurbanos en los Estados Unidos. El hito más importante del transporte ferroviario de pasajeros —y con esto, la época dorada del tren de pasajeros— se alcanzó en 1920, cuando alcanzó la cifra de 1.200 millones de pasajeros transportados.
Los ferrocarriles en los años 1920 comenzaron su pugna con los automóviles y los autobuses en el transporte de viajeros, que utilizaban una red creciente de carreteras pavimentadas a menudo construidas con fondos gubernamentales. En 1929 había disminuido un 18 % el transporte ferroviario interurbano. Una baja capital fue el servicio para pasajeros en las líneas de cercanías, que iban perdiendo importancia mientras el kilometraje total empezaba a experimentar una disminución larga y firme. Mientras, los automóviles y los autobuses sustituían a los trenes de pasajeros en los viajes cortos y para distancias medias.
Aunque el transporte de pasajeros ferroviario siguió disminuyendo durante la Gran depresión, aparecieron nuevas locomotoras más aerodinámicas y rápidas que funcionaban con gasoil, como la brillante Pioneer Zephyr de 1934. Esto hizo que muchos pasajeros volvieran a confiar en los ferrocarriles. En 1939 estaban operativos 90 trenes de alta velocidad, lo que contribuyó al aumento de un 38 % sobre el nivel de 1932 en el tráfico de pasajeros.
Durante la Segunda Guerra Mundial, las restricciones sobre el uso de combustible para automóviles y los movimientos de tropas originaron un crecimiento explosivo del transporte ferroviario de pasajeros. Las compañías ferroviarias luchaban por encontrar suficientes plazas para satisfacer la demanda.
Después de la guerra, muchos ejecutivos creían que para las compañías ferroviarias —a pesar de la competencia de los automóviles y la entonces naciente industria de las líneas aéreas— existía un mercado rentable para el transporte ferroviario interurbano de pasajeros. Se pedían miles de coches para pasajeros, y una pequeña flotilla de locomotoras rápidas, bonitas y a menudo lujosas —ejemplificadas en el Super Chief y el California Zephyr— inspiraron un resurgimiento impresionante del transporte ferroviario de pasajeros.
En 1948 el CEO de Santa Fe, Fred G. Gurley, informó de «una inversión completa de nuestra imagen en el transporte de pasajeros», y los ingresos de 1947 sobrepasaron los de 1936 en un 220 %.
Inspirado por el liderazgo técnico de los Estados Unidos en el diseño de trenes para pasajeros, compañías ferroviarias en Europa y Japón lanzaban nuevos servicios, aerodinámicos y muy rápidos, que tomaban como modelo las innovaciones estadounidenses.
El resurgimiento de los servicios de ferrocarril para pasajeros en los Estados Unidos resultó ser efímero. Aunque algunos de los trenes principales continuaron obteniendo beneficios durante los años 1950 y 1960, iban desapareciendo en oleadas los pasajeros, y por consecuencia los trenes.
Entre 1946 y 1964, el número de pasajeros anuales descendió de 770 a 298 millones. En 1954, los ferrocarriles estadounidenses operaban más de 2500 trenes de pasajeros interurbanos (en contra de los trenes urbanos o metropolitanos), en 1969 eran menos de 500.
En 1970, con pocas excepciones, el nivel del servicio ferrocarril de pasajeros se había derrumbado, quedando en un estado que solamente podría ser descrito como trágico: el deterioro de los equipos, las estaciones casi abandonadas en los centros urbanos se habían vuelto peligrosas, y la programación parecía que intentaba perder los pocos consumidores que quedaban. Hasta los ferrocarriles privados más eficientes (Norfolk y Western Railway, por ejemplo) no podían hacer ingresos ni cubrir los costos operativos.
Los motivos por los que disminuyó el servicio ferroviario de pasajeros en los Estados Unidos de forma tan drástica se pueden resumir en el surgimiento de la aviación comercial y la construcción de un sistema federal de autopistas, que se comenzó a construir en los años 50 (el primero era pagado en parte por impuestos y el segundo por impuestos sobre la gasolina), mermó pasajeros que hubieran usado los trenes. Pero también los buses interurbanos se vieron afectados por la eficiencia en el sistema federal de autopistas, con lo que más y más estadounidenses escogieron la flexibilidad, conveniencia y privacidad del transporte por automóvil sobre el transporte público ya fuera en tren o bus.

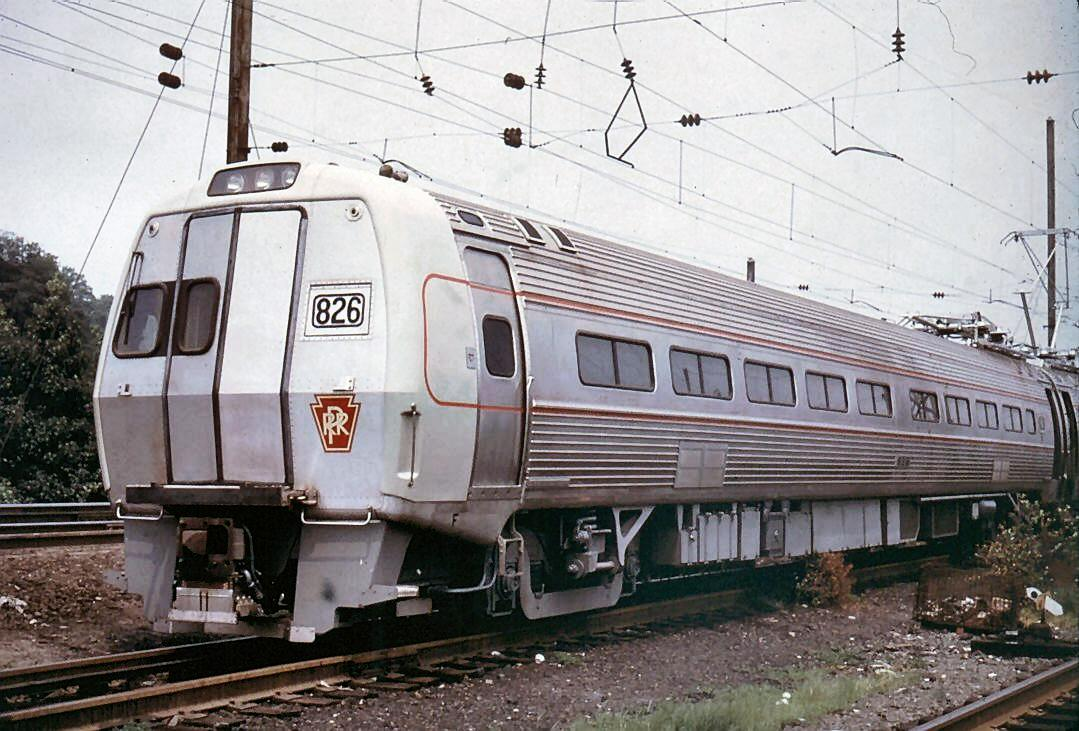
Coche de la empresa Pennsylvania Railroad Metroliner, construido por Budd, alrededor de 1968

En los años 1960 las líneas de tren vieron el fin de las ganancias por cargar un coche para el sistema federal de correos, que hasta ese punto ayudaba a los trenes que quedaban a ganar dinero ante la falta de pasajeros. Al mismo tiempo, el gobierno federal de los Estados Unidos promulgó leyes desfavorables al servicio de pasajeros:
- En 1947, la Interstate Commerce Commission de los Estados Unidos promulgó la ley por la cual los trenes de pasajeros no podrían ir a más de 127 km/h sin un sistema especial de señales en la cabina. Las compañías de ferrocarril se quejaron que tales sistemas no eran necesarios exceptuando en unos pocos corredores altamente congestionados, y que tendrían que gastar el equivalente de 500 millones de dólares para cumplir con la ley. Esto tuvo como resultado que los planes de servicio de alta velocidad entre ciudades se cancelaran.

- En la etapa posterior a la Segunda Guerra Mundial, el impuesto aplicado durante la misma a todos los pasajeros del tren no fue derogado hasta 1962. Este impuesto incrementaba en un 15% el precio del billete.

La asociación nacional de pasajeros del ferrocarril, National Association of Railroad Passengers (NARP), fue creada en 1967 para negociar con el gobierno la financiación que asegurara la continuación del servicio de los trenes de pasajeros. Sus esfuerzos de cabildeo fueron obstaculizados por la oposición del partido demócrata a cualquier clase de subsidios a los ferrocarriles de titularidad privada, y la oposición del partido republicano a la nacionalización de la industria del ferrocarril.
Sin embargo, la asociación se vio favorecida por el hecho de que ningún político quería ser responsable del cierre del servicio ferroviario de pasajeros. Esto se convertiría en la práctica en un suicidio político al dejar en la estacada a miles de pasajeros. Debido a este motivo y a la declaración de bancarrota el 21 de junio de 1970 de la Penn Central Transportation, compañía que ostentaba la posición dominante en la zona noreste de los Estados Unidos, el proceso se aceleró.

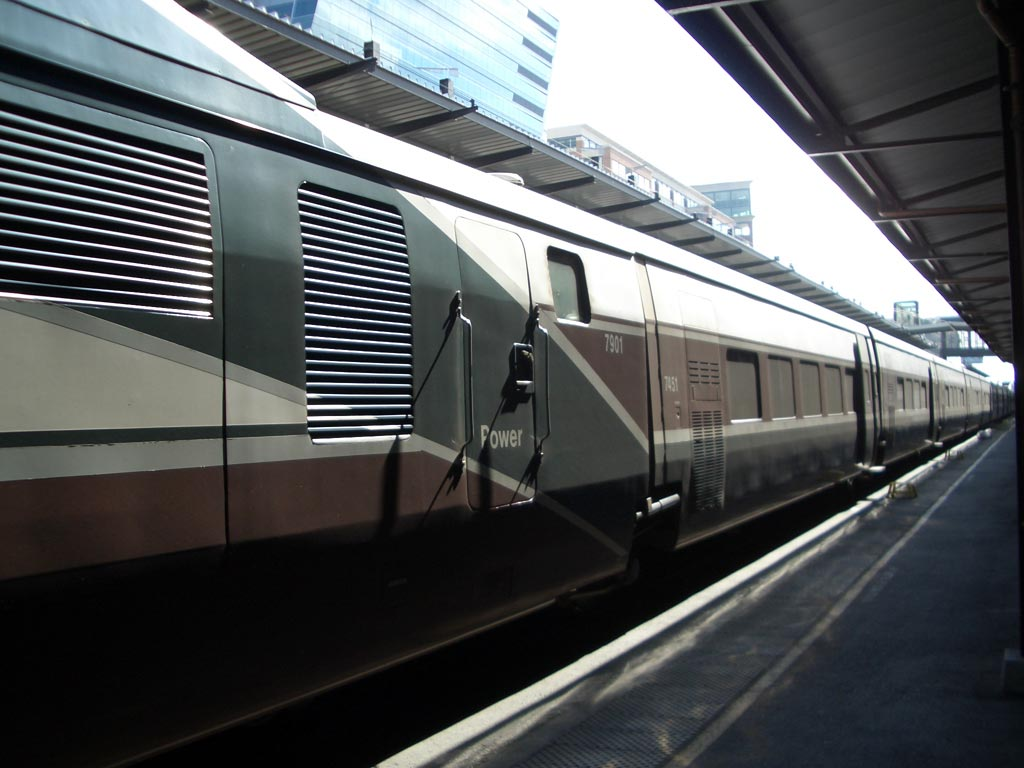
Tren Talgo perteneciente a la línea de Amtrak denominada Amtrak Cascades, en la estación de la ciudad de Seattle, en el estado de Washington.

### Legislación del Servicio de pasajeros de 1970
Mediante la legislación del servicio de pasajeros del servicio de ferrocarril de 1970 el Congreso creó una corporación nacional de pasajeros ferroviarios, National Railroad Passenger Corporation (NRPC) para subvencionar y para supervisar las operaciones de los trenes de pasajeros interurbanos. La ley establece que:
- Cualquier ferrocarril que funcionaba en servicio interurbano de pasajeros podía entrar a pertenecer al NRPC, de tal modo quedaría integrado en el sistema nacional.
- Los Ferrocarriles participantes fueron comprados por el NRPC usando una fórmula basada en sus recientes pérdidas interurbanas de pasajeros. El precio de compra se podía satisfacer en efectivo o por un intercambio de acciones de la nueva compañía, recibiendo así las empresas de ferrocarril la acción ordinaria de NRPC.
- Cualquier ferrocarril participante fue liberado de la obligación de operar el servicio interurbano del pasajero después del 1 de mayo de 1971, a excepción de los servicios elegidos por el departamento de transporte como parte de un sistema básico de servicio mínimo que sería pagado por la NRPC usando sus fondos federales.
- Los ferrocarriles que eligieron no asociarse al sistema de NRPC fueron requeridos para continuar realizando su servicio de transporte de pasajeros hasta 1975 y tuvo que perseguir a partir de entonces el acostumbrado permiso de la Interstate Commerce Commission (ICC) para cualquier modificación o alteración del servicio.

Durante su tramitación el presidente Richard M. Nixon vetó la legislación en un primer momento, siendo la ley firmada posteriormente el 30 de octubre de 1970. En un primer momento el nombre de NRPC era Railpax, pero poco antes del inicio del funcionamiento de la compañía le fue cambiado a Amtrak.

### Primeros tiempos
Amtrak comenzó sus operaciones el 1 de mayo de 1971, en un sistema cuyo tamaño era la mitad del tamaño que había funcionado hasta el día anterior. Muchas de las rutas más importantes incluidas la ruta de la empresa de ferrocarriles New York Central Railroad conocida como la ruta Water Level Route que atravesaba Ohio y la de la empresa de ferrocarriles Grand Trunk Western Railroad que atraviesa Chicago - Detroit se convirtieron en rutas de mercancías. Era necesario realizar una parada de diecinueve horas en Cincinnati para el recorrido Chicago-Newport News para los viajeros que realizaran el recorrido James Whitcomb Riley o el George Washington. De otra forma la ruta denominada Coast Starlight (14 de noviembre) era la primera funcionando a lo largo de la costa del oeste desde San Diego a Seattle, combinando tres trenes separados funcionando para tres ferrocarriles en uno.
El primer horario fue compilado basándose en la antigua guía de los horarios de los ferrocarriles aplicando solamente cambios de menor importancia. Los nombres anteriores fueron mantenidos, y algunos trenes estaban sin bautizar al principio. Para el 12 de julio los horarios habían recuperado el servicio de las líneas de Lake Shore (nombrada el 14 de noviembre) en el corredor noreste así como la ruta es Inland Route  vía Springfield, Massachusetts, gracias a los fondos de los estados de Nueva York, de Ohio y de Massachusetts.
Debido al senador Mike Mansfield de Montana se implantó una segunda ruta hacia el pacífico noroeste denominada North Coast Hiawatha.
El primer horario completamente nuevo fue fechado el 14 de noviembre de 1971, incluyendo varios de los cambios y de los nombres conocidos para la mayoría de los trenes antes anónimos. Nuevos números fueron asignados de nuevo a todos los trenes.
Amtrak nació a partir de varias empresas de ferrocarriles. En el arranque de Amtrak, 20 de las 26 empresas de ferrocarriles elegidas para crear el sistema federal fueron:
Santa Fe, B&O (la cual no tenía ningún servicio de trenes dentro de Amtrak hasta que la ruta West Virginian comenzó el 8 de septiembre de 1971), Burlington Northern, Central of Georgia (la cual nunca albergó un servicio de Amtrak), C&O, Milwaukee Road, North Western (que nunca recibió el servicio de Amtrak), D&H (que no tenía ningún servicio dentro de Amtrak hasta que la ruta Adirondack se inició el 6 de agosto de 1974), Grand Trunk Western (sin servicio hasta el comienzo de la ruta  Blue Water Limited que se inicia el 15 de septiembre de 1974), GM&O, Illinois Central, L&N, MoPac, N&W (la cual no tuvo servicio en Amtrak hasta que se inició la ruta Mountaineer comenzada el 25 de marzo de 1975), Northwestern Pacific (la cual nunca albergó ningún servicio de Amtrak), Penn Central (cuya infraestructura se convirtió en la ruta de Amtrak más saturada, el Northeast Corridor), RF&P, Seaboard Coast Line, Southern Pacific y, finalmente, Union Pacific.
Las seis empresas restantes que no se unieron al proyecto fueron la Rock Island Line, South Shore Line, Rio Grande, Georgia Railroad, Reading Company y la Southern Railway, las cuales continuaron funcionando con sus propios trenes. La Alaska Railroad que proveía una línea de larga distancia era ya realmente de propiedad federal. Además el control de la ruta conocida como Atlantic operada por la empresa Canadian Pacific, fue asumido en 1978 por VIA Rail, cruzando la zona norte de Maine hasta 1994 y durante un tiempo otra ruta local de la Canadian Pacific cruzaba el norte de Minnesota.

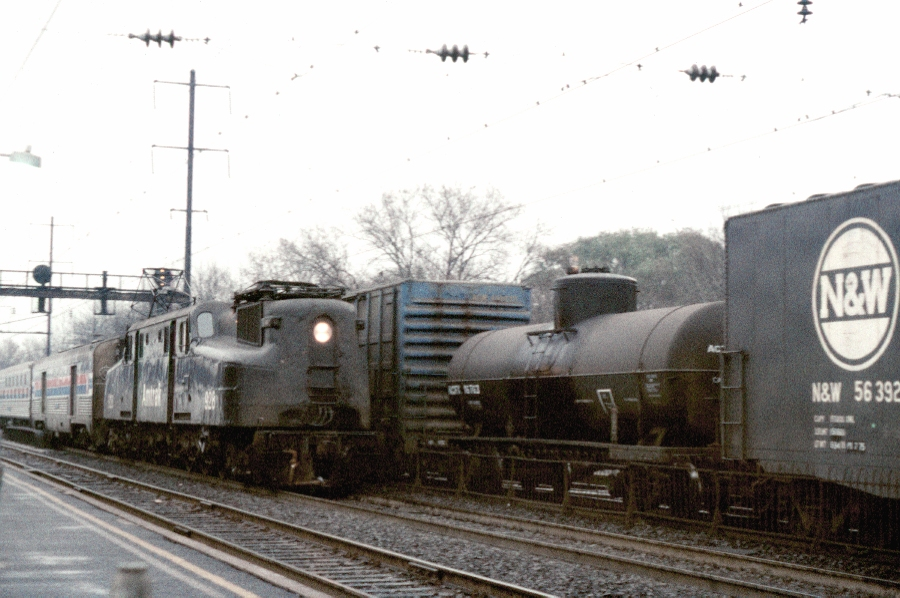
Amtrak #928, una locomotora eléctrica de la clase PRR GG1, atraviesa la ciudad de Elizabeth, Nueva Jersey, en diciembre de 1975.

La empresa Southern Railway se unió el 1 de febrero de 1979, cuando su línea Southern Crescent se convirtió en la línea de Amtrak denominada Crescent. La empresa Río Grande operó su último tren Río Grande Zephyr el 25 de abril de 1983, y el tren San Francisco Zephyr fue renombrado a California Zephyr. El Zephyr que transitaba sobre la línea escénica de Río Grande que fue destruida por un corrimiento de tierra en Thistle fue suprimido temporalmente, reanudándose su marcha el 15 de julio de 1983.
La bancarrota de la compañía Rock Island Line hizo que su último tren interurbano de pasajeros denominado Peoria Rocket que cubría la línea Quad Cities Rocket entre Chicago-Peoria y Chicago-Rock Island dejara de funcionar el 31 de diciembre de 1978.
El último tren de la compañía Georgia Railroad mixto (carga y pasajeros) fue operado el 6 de mayo de 1983 por la Seaboard System Railroad.
Amtrak no era propietario de ningún tramo de vía en el momento de su creación. Tras la declaración de bancarrota de varias de las empresas de ferrocarril del noreste en los inicios de la década de 1970, en particular de la Penn Central, la cual era la dueña y la operadora del corredor noreste, el Congreso tramitó la ley de revitalización y reforma regulatoria del ferrocarril de 1976 para crear una red federal consolidada subvencionada para el transporte de carga llamado Conrail. Como parte de esa legislación el corredor noreste de pasajeros fue transferido a Amtrak. En los años posteriores, pequeños segmentos de rutas necesarios para el traslado de pasajeros pero no para las operaciones de carga de mercancía fueron anexionados a Amtrak. Sin embargo la mayoría de las rutas de Amtrak son explotadas comercialmente por empresas de ferrocarriles privadas de carga a los que Amtrak les paga por agregar sus coches de pasajeros.
La escasez de combustible de mediados de los años setenta por la crisis del petróleo hizo que la construcción de autopistas decreciera, y que con la subida del combustible el precio de los pasajes aéreos aumentara. Ambos efectos repercutieron en que el interés por el transporte de pasajeros por tren creciera retomando el interés por parte de los pasajeros en este medio de transporte. Dado que los ferrocarriles utilizan el combustible de forma muy eficiente, el transporte de pasajeros en ferrocarril volvió a experimentar una subida en el tráfico de pasajeros, hecho que Amtrak comenzó a notar con un incremento de pasajeros. Otro rebote de pasajeros se efectuó tras los atentados del once de septiembre de 2001 debido al miedo de la población por el tráfico aéreo.

### Metas en conflicto

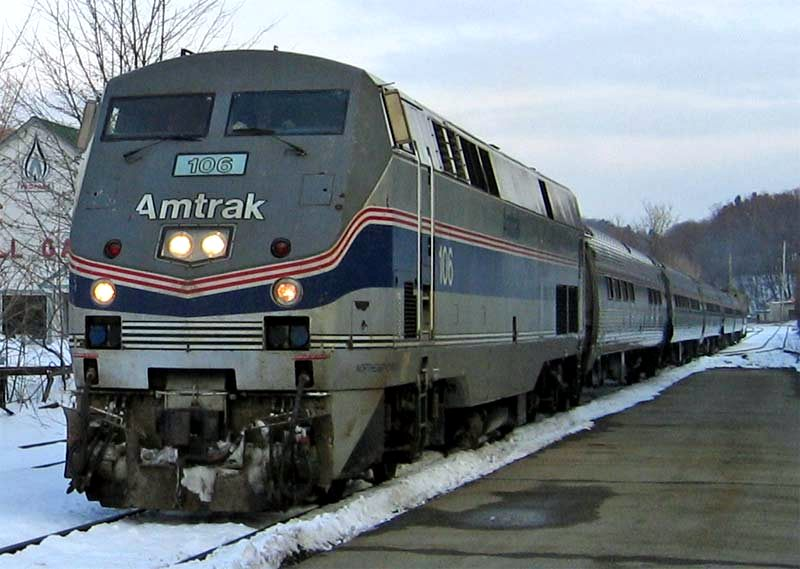
Vermonter en la estación Brattleboro, Vermont, 18 de marzo de 2004.

Amtrak fue creado para relevar los ferrocarriles de su responsabilidad federal asignada por mandato de transportar a pasajeros como prioridad sobre la carga. Esto causaba unas pérdidas financieras cada vez mayores para las empresas de ferrocarriles mientras que las redes de carreteras y los aeropuertos construidos con financiación federal se ampliaron y los niveles de transporte en ferrocarril se hundieron.
Desde el principio, se esperaba que Amtrak persiguiera metas que estaban en conflicto: debía continuar proporcionando un servicio nacional de transporte de pasajeros por ferrocarril en contraposición de una clara tendencia de disminución de la demanda y de pasajeros, mientras que simultáneamente funcionaba como una empresa comercial autosuficiente y teóricamente provechosa.
Amtrak es dependiente de los ferrocarriles de carga. Mientras que posee poca vía, debe confiar en el mantenimiento hecho por los dueños de las empresas de carga, y a veces tiene que cancelar rutas (como ocurre con el servicio de Phoenix, y el servicio desde Detroit, en Míchigan, a Toronto, Ontario) o pagar por el mantenimiento de las vías.

### Fondos y designación del Congreso
Sin una fuente de financiamiento dedicada a los bienes de equipo y sin la obtención de ingresos por explotación, el funcionamiento operativo de Amtrak siempre ha sido dependiente de los poderes ejecutivos y legislativos del gobierno de los Estados Unidos. De esta manera la compañía dependía del sistema político tanto para la obtención de fondos económicos como para los nombramientos de los jefes ejecutivos de la compañía. Así la compañía estaba sometida en gran medida a las consideraciones políticas de cada momento, según el partido que gobernara en cada momento o el poder de las cámaras de representantes. De esta forma la compañía ha dependido durante su existencia de siete presidentes del gobierno distintos hasta 2007 y de diferentes mayorías tanto republicanas como demócratas en el Congreso de los Estados Unidos. Las presiones políticas se extienden incluso hasta la estructura de las rutas en las que opera Amtrak. Como cualquier otra actividad apoyada por los fondos federales depende de los diferentes estados y distritos para poder ser gestionada.
Debido a que el presidente y su consejo directivo eran todos elegidos políticamente muchos de ellos poseían poca o ninguna experiencia en la gestión de una empresa de ferrocarriles. Sin embargo en otras ocasiones la compañía se ha beneficiado de personas políticamente expertas con grandes apoyos políticos.
Por ejemplo en 1982 el anterior secretario de la marina y director retirado de la empresa Southern Railway, W. Graham Claytor, Jr., aplicó su experiencia tanto de la empresa de ferrocarriles como de la marina.
Claytor había servido brevemente en la secretaría de transportes dentro del gabinete del presidente Jimmy Carter en 1979, y salió de su retiro para presidir Amtrak después de unos resultados financieros desastrosos durante la administración de Carter (1977-1981). Él fue reclutado y fuertemente apoyado por John H. Riley, un abogado el cual era director, altamente cualificado, de la Administración Federal del Ferrocarril (FRA) bajo la administración de Reagan entre 1983-1989. La secretaria de transportes Elizabeth Dole también apoyó de forma tácita a Amtrak. Claytor parecía gozar de una buena relación con el Congreso por sus 11 años en el cargo.
Según un artículo de la revista Fortune, con el fuerte recorte de gastos y una campaña de comercialización agresiva, en el plazo de siete años bajo el mandato de Claytor, Amtrak generaba efectivo suficiente para cubrir el 72 % de los 1 700 millones de dólares de presupuesto para su funcionamiento antes de 1989, desde el 48 % que se encontró en 1981.

### Historia moderna (a partir de 1980)

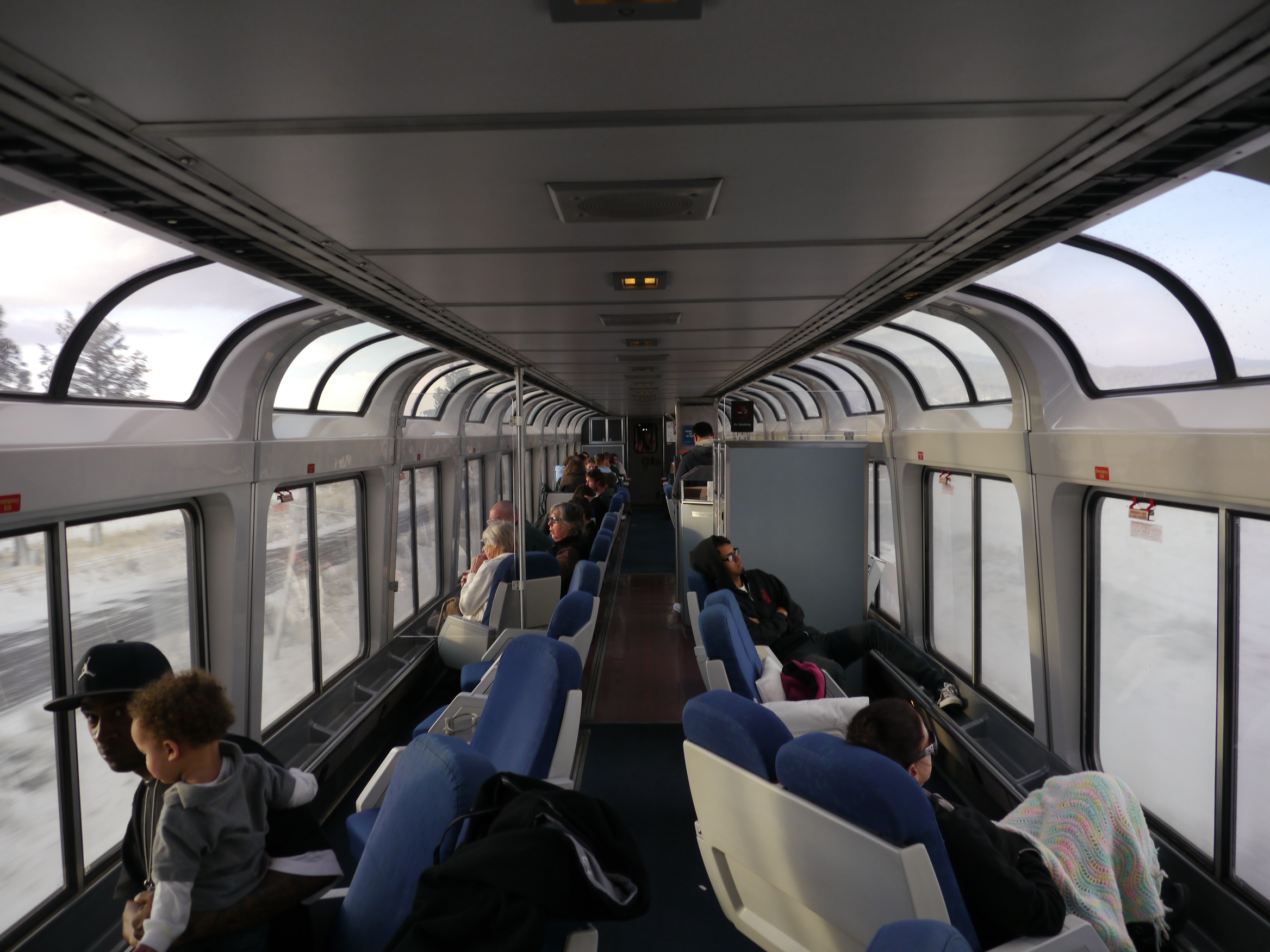
Un Sightseer Lounge.

Dos de los presidentes que siguieron a Claytor carecieron de experiencia en la gestión del ferrocarril o del sector privado de la gestión de cargas de mercancías. Cada uno heredó la finalidad de hacer de Amtrak una empresa autosuficiente operacionalmente, una idea que comenzó bajo el responsable asignado por el presidente Ronald Reagan, David Stockman y sus sucesores en la Oficina de Gerencia y Presupuesto (OMB) mientras que Claytor era presidente de Amtrak (alrededor de 1986).
Claytor fue reemplazado por Thomas Downs. Downs había sido administrador de la ciudad de Washington D. C., y había supervisado el proyecto de la Union Station, que había experimentado un gran retraso y sobrecosto. Durante el mandato de Down en Amtrak este comenzó a indicar que se podría alcanzar la autosuficiencia en el funcionamiento del ferrocarril, y sus líderes parecían ser cada vez más engañados en cuanto a las perspectivas de alcanzar esa meta cuando eran presionados por Congreso y los medios de comunicación.
Después de la salida de Downs de la presidencia de Amtrak, George Warrington fue elegido presidente. Previamente a este cargo había estado en la unidad de negocio del corredor noreste de Amtrak. Cuándo accedió al cargo en enero de 1998 la autosuficiencia de la compañía todavía no estaba oficialmente conseguida, aunque el tema llegaba a ser evasivo en los ojos del Congreso. Bajo la administración de Warrington, Amtrak fue obligada por mandato de la administración y el Congreso para llegar a ser totalmente autosuficiente dentro de un período de cinco años, y todos sus esfuerzos de la gerencia fueron dirigidos a esa meta. Los pasajeros se convirtieron en invitados y se dio prioridad a las cargas, auténtico generador de dinero para la compañía y las expansiones fueron dedicadas a hacer más rápido el transporte de carga. Finalmente al final del período de cinco años impuesto por el Congreso llegó a estar claro que la autosuficiencia era inviable, no importa el valor de la carga de mercancías ni los recortes de costos hechos tanto en personal como en servicios.

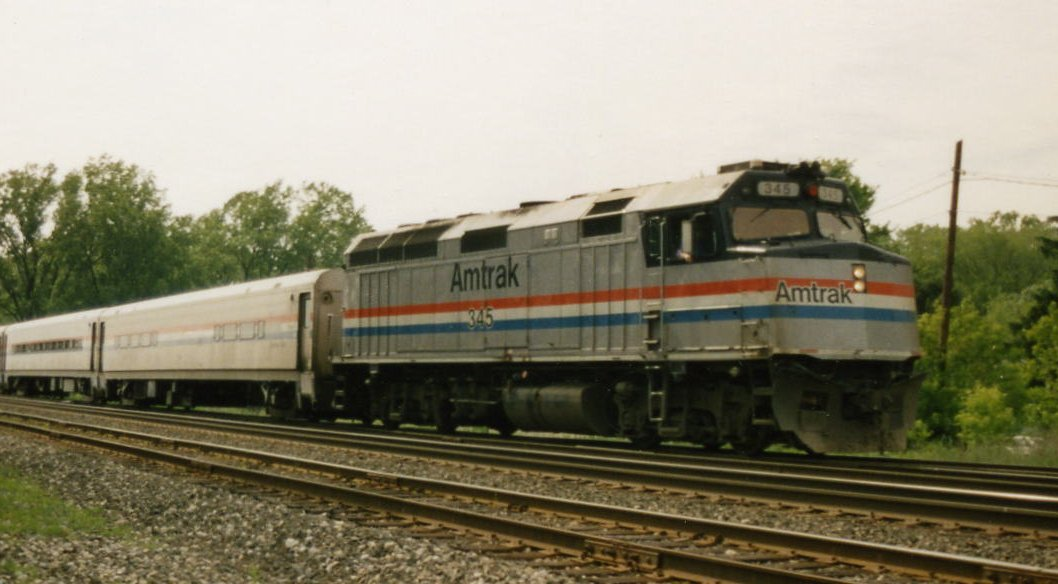
Un tren de Amtrak atraviesa Míchigan a través de Porter, Indiana, después de salir de Chicago en 1993.

Mientras ambos, Downs y Warrington tenían experiencia extensa en el gobierno, ni uno ni el otro tenían la contabilidad analítica no gubernamental o la experiencia práctica en el sector privado del ferrocarril que tenía Claytor. Claytor gozó también de la ventaja de servir durante la administración de Reagan, cuando el gran aumento del gasto federal en artículos militares se llevaba mucha de la atención política del Congreso.
Los esfuerzos de ampliar el tráfico de Amtrak eran mal vistas por las empresas de ferrocarril de carga que alquilaban las vías a Amtrak ya sea por el aumento de tráfico como por la competencia que generaba. El intento de expansión por parte de la compañía dentro del mundo del transporte de mercancía trajo consigo el rechazo del lobby del transporte por carretera y su consiguiente presión en los medios políticos del Congreso, que al fin y al cabo dirigían la compañía de ferrocarriles.
Warrington también tenía la intención de eliminar el retraso de las cargas en la práctica al instaurar los modelos de Acela Express, trenes de alta velocidad, que prometieron ser una fuente fuerte de ingresos y de la publicidad favorable a lo largo del corredor noreste entre Boston y Washington D. C.
Cuando David L. Gunn fue elegido presidente de Amtrak en abril de 2002 la autogestión de la compañía había caído en gran parte a favor de una meta a más corto plazo, mucho más realista.
Gunn vino con una reputación de un fuerte, directo y experimentado jefe de operaciones, pero su estilo abrupto y tajante lo puso a veces en conflicto con otros miembros del consejo. Años antes, Gunn había rehusado hacer política hecho que lo había puesto en desacuerdo con el consejo de la autoridad del metro de Washington (WMATA), que incluye representantes del distrito de Columbia y de las jurisdicciones suburbanas de Maryland y Virginia durante su tenencia desde 1991 a 1994.
Él dibujó su experiencia de director de operaciones en la autoridad del transporte de la bahía de Massachusetts (MBTA) entre 1975 y 1979 y de director general y oficial jefe de las operaciones de la autoridad del sudeste del transporte de Pensilvania (SEPTA), entre 1979 y 1984. Además su trabajo como presidente de la autoridad del tránsito de la ciudad de Nueva York  entre 1984 a 1990 y como principal director general de la Comisión del tránsito de Toronto en Canadá desde 1995 hasta 1999 lo que le granjeó una gran credibilidad de funcionamiento, a pesar de una relación a veces áspera y tensa con los políticos y los sindicatos.
Las dos agencias eran las más grandes operadoras de tránsito de sus respectivos países. Antes de 1974, Gunn amplió su experiencia en el sector privado del ferrocarril, con el ferrocarril central del golfo de Illinois, en el sistema central del ferrocarril de Nueva York (antes de su fusión en 1968 con Penn central) y con el ferrocarril de Atchison, Topeka y Santa Fe. Antes de eso, él tenía experiencia con la armada de los Estados Unidos dentro de la reserva naval. Sus partidarios consideraban el currículum de Gunn como el más completo de un jefe de Amtrak desde que W. Graham Claytor había accediera al cargo tras su petición en 1982.
Gunn era cortés y educado pero en cambio era directo en sus respuestas a las críticas del Congreso. Este hecho le hizo más creíble que algunos de sus recientes precursores, entre los medios, y sus muchos partidarios y empleados de Amtrak. Quizás más que cualquier presidente de Amtrak, Gunn estaba dispuesto a enfrentarse en público con los políticos y las posiciones del presupuesto del presidente de los Estados Unidos que designaron al consejo que controlaba al presidente de Amtrak.
En el discurso de salida de su predecesor prometió hacer de Amtrak una empresa autosuficiente en un corto plazo de tiempo, la administración presidida por Gunn tomó, como su política principal de funcionamiento, la postura por la cual no podía existir una forma de transporte de pasajeros global en los Estados Unidos que fuera autosuficiente, y que Amtrak no se debería juzgar por diversos estándares de otros modos de transporte. Las carreteras, los aeropuertos, y el control del tráfico aéreo requieren grandes inversiones por parte del gobierno para su construcción y funcionamiento. Estas inyecciones de dinero provendrían de varios sitios por un lado los fondos federales del tesoro con su gestión a través del Fondo del Tesoro de Carreteras (The Highway Trust Fund) y del Fondo del Tesoro de Aviación (Aviation Trust Fund) que son pagados indirectamente por el usuario mediante tasas e impuestos, impuestos sobre los carburantes y peajes en las carreteras además de, en el caso de los coches, por el usuario que compra y mantiene los coches.
Estos gastos son los subsidios indirectos a diferencia de Amtrak que veía un descenso de las asignaciones del presupuesto del Congreso año a año. Antes de una comparecencia ante el Congreso, Gunn contestó a una demanda del senador por Arizona, John McCain, el cual encabezaba el movimiento crítico en contra de las subvenciones federales a Amtrak que si él haría lo mismo con las subvenciones de las líneas aéreas de viajeros, de las cuales los ciudadanos de Arizona son dependientes. McCain, que generalmente no perdía ocasión para debatir sobre los fondos que recibía Amtrak, en esta ocasión no contestó.
Algunas de las acciones de Gunn han sido vistas por muchos como políticamente sabias. Él había sido muy proclive a la reducción de gastos indirectos de gerencia, eliminando casi todo el negocio expreso polémico. Había indicado que el mantenimiento diferido continuado se convertirá en una medida de inseguridad que él no toleraría. Esto mejoró sus relaciones con los trabajadores en cierto grado, incluso mientras que los sindicatos organizados en Amtrak y el salario de los trabajadores se habían reducido.
El 9 de noviembre de 2005, el consejo de Amtrak pidió a David L. Gunn su dimisión. Él lo rechazó y fue despedido. David Hughes, el jefe de ingenieros, fue nombrado presidente y CEO temporal hasta que el sustituto fuese designado. David Laney, presidente de Amtrak indicó que el futuro de «Amtrak ahora requiere un diferente tipo de líder que aborde agresivamente las finanzas de la compañía, la gerencia y los desafíos operacionales. La necesidad de traer un cambio fundamental a Amtrak es mayor y más urgente que en cualquier otro momento». El consejo previó cambios fundamentales incluyendo el incremento de la competencia y el crecimiento de las responsabilidades financieras con la empresa por parte de los Estados. Debido al sólido funcionamiento de la compañía por parte de Gunn, muchos de los partidarios de Amtrak han visto la salida de Gunn de la presidencia como un presagio de muerte para la compañía, aunque estos temores no se hayan demostrado ciertos hasta la fecha (2007).
El 29 de agosto de 2006, Alexander Kummant fue nombrado nuevo presidente y CEO (jefe del consejo) ejecutivo de la empresa de ferrocarriles siendo efectivo el nombramiento el 12 de septiembre de 2006. Parece que Kummant será más conciliador en cuanto a la supervivencia de Amtrak en su forma actual en contraposición a los republicanos del Congreso a principios de 2000. Entre sus planes no prevé separar la ruta noreste (de Boston a Richmond) de Amtrak que sería gestionada por una entidad privada.

## Financiación federal
La necesidad de financiamiento federal actual de Amtrak conduce a las mismas repetidas discusiones sobre su posible eliminación.
Debido a las consecuencias de los atentados terroristas del 11 de septiembre de 2001, durante el cual Amtrak siguió funcionando mientras que las líneas aéreas fueron mantenidas en tierra sin operar, el valor de un servicio nacional de ferrocarriles de pasajeros fue reconocido de forma breve en Washington. Pero cuando el Congreso volvió a trabajar después de los ataques, las líneas aéreas recibieron un paquete de ayudas urgentes de 15 000 millones de dólares, y Amtrak volvió a caer en la indiferencia.
Un estancamiento en la subvención federal de Amtrak condujo a reducciones tanto en servicios y rutas como en un cierto retraso del mantenimiento. Entre los años fiscales de 2004 y 2005, el Congreso asignó cerca de 1 000 millones de dólares para Amtrak, 300 millones de dólares más que el presidente George W. Bush había solicitado. Sin embargo, el consejo de la compañía solicitó una cantidad de fondos de 1,8 mil millones de dólares en el año fiscal de 2006, de los que utilizarían la mayoría de los cuales (cerca de 1 300 millones de dólares) para traer la infraestructura, el material rodado, y para realizar un buen mantenimiento de las máquinas. En la comparecencia ante el Congreso, el inspector general del departamento de transportes había confirmado que Amtrak necesitaría por lo menos de 1 400 a 1 500 millones de dólares en 2006 y 2 000 millones de dólares en 2007 para mantener el statu quo.
Amtrak recibió justo por debajo de 1 400 millones de dólares durante 2006, con una serie de condiciones. Amtrak debería de reducir, pero no eliminar de manera total, comidas y servicios de litera que fueran deficitarios. El servicio de comidas se debería reconvertir en un sencillo servicio de cenas. Este servicio simplificado de comidas requeriría como mucho dos trabajadores a bordo. La comida sería preparada fuera del tren y recalentada en microondas con platos de plástico. Solo dos servicios mantienen servicio de comidas a bordo, el Auto Train y el Empire Builder.
Varios estados han entrado en sociedades de funcionamiento con Amtrak, así California, Pensilvania, Illinois, Míchigan, Oregón, Washington, Carolina del Norte, Oklahoma, Wisconsin y Vermont así como la provincia canadiense de la Columbia Británica en la que funciona la línea del Amtrak denominada Cascades.

## Conflictos laborales
Uno de los problemas asociados con la financiación a través de fondos federales de Amtrak son los conflictos laborales con los trabajadores y los sindicatos. Empero, en 2023, los empleados de Amtrak se encontraban entre los mejor pagados de todas las dependencias del gobierno nacional, devengando un salario promedio de $121 000 por año, esto es, $10 083 por mes.  Muchos de los empleados de Amtrak han estado trabajando sin un convenio durante casi ocho años; el último convenio firmado en 1999 era principalmente retroactivo.
El nuevo presidente de Amtrak, Kummant parece seguir una postura cooperativa con los sindicatos de Amtrak. Él ha eliminado los planes para privatizar grandes partes de Amtrak.

## Rutas y servicios de Amtrak

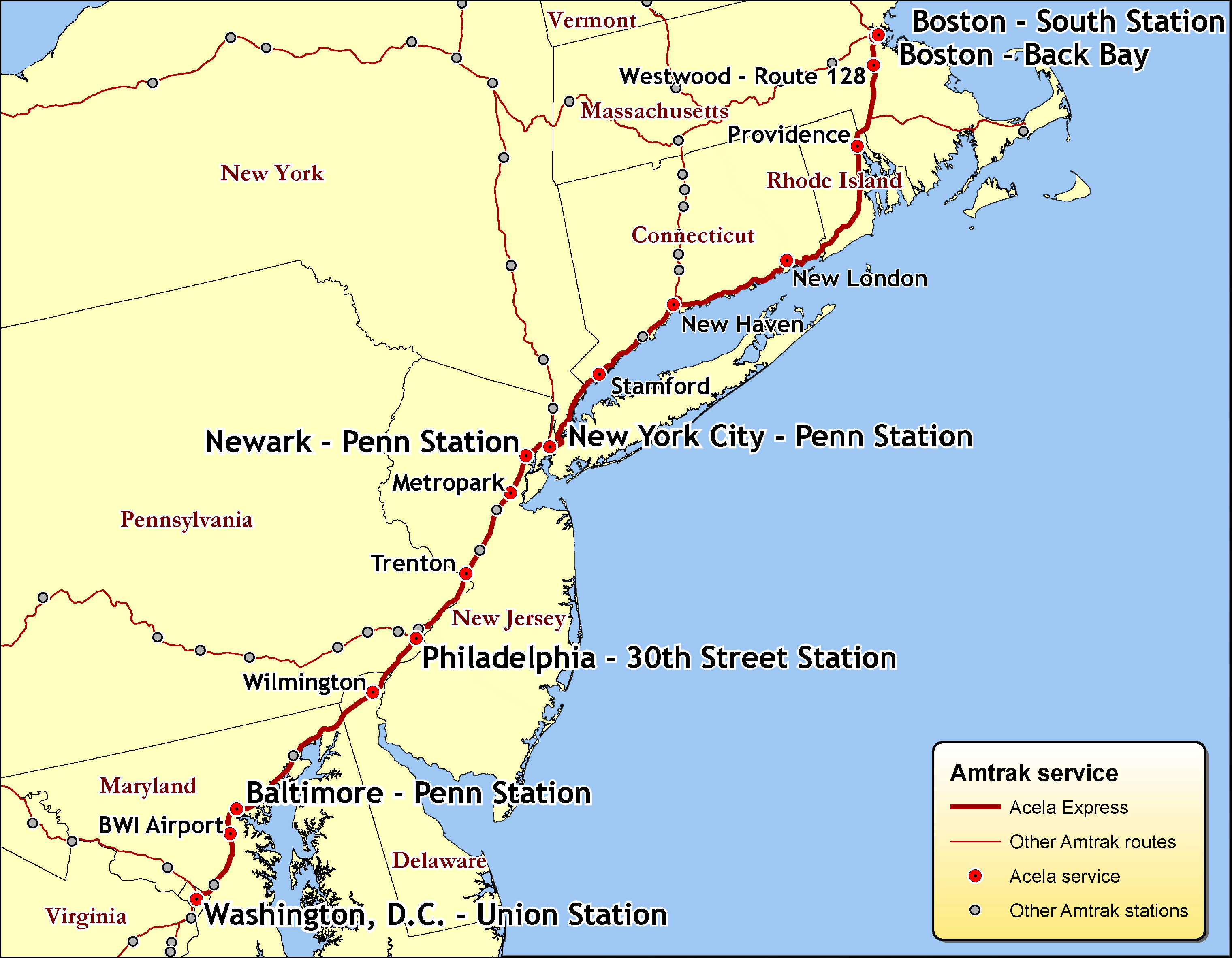
Mapa de la ruta de Acela Express en el Corredor Noreste.

Mapa de las rutas de Amtrak en el 2007.

Como regla general, las rutas pares funcionan en el norte, mientras que las rutas con números impares funcionan en el sur y el oeste. Algunas rutas, tales como la Pacific Surfliner, utilizan el sistema de numeración opuesto, heredado de los operadores anteriores de rutas similares, tales como Santa Fe. Amtrak da a cada uno de sus rutas de tren un nombre. Estos nombres reflejan a menudo la historia rica y compleja de la ruta o del área atravesada por la ruta.
Las rutas más populares y con mayor demanda son las del Corredor Noreste, ruta que incluye el Acela Express, y el Regional. Estas rutas sirven a Boston, Nueva York, Newark, Filadelfia, Baltimore, Washington y Richmond (solo regional) y muchos otros pequeños pueblos y ciudades entre Boston y Newport News. Trenes lanzadera operan entre Springfield, Hartford y New Haven.
Otras rutas populares que operan varias veces al día son:
Noreste
- Empire Service entre Niagara Falls, Búfalo, Albany y Nueva York
- Keystone Service entre Harrisburg, Filadelfia, y Nueva York
- Downeaster entre Portland y Boston

Medio Oeste
- Hiawatha entre Milwaukee y Chicago
- Lincoln Service entre Chicago y San Luis
- Wolverine entre Chicago, Detroit y Pontiac

Costa Oeste
- Pacific Surfliner entre San Luis Obispo, Santa Bárbara, Los Ángeles y San Diego
- Capitol Corridor entre Sacramento, Oakland y San José
- San Joaquins entre Oakland, Stockton y Bakersfield y entre Sacramento, Stockton y Bakersfield
- Amtrak Cascades entre Vancouver, Seattle, Portland y Eugene

Suroeste
- Southwest Chief en el caso particular de ese servicio, Amtrak se hizo cargo del mantenimiento del trayecto entre Albuquerque y La Junta, a través del Paso Ratón, perteneciente a BNSF, debido a que el Ferrocarril de carga no ofrece servicios en dicho sector y ha redirigido todos sus trenes de carga, dejando a Amtrak responsable del mantenimiento de la línea. (Amtrak es propietario de las vías por las que circula solo en el noreste)..[7]

### Estaciones de Amtrak con mayor tráfico
Estadísticas de Amtrak en el año fiscal de 2006 que comprende desde octubre de 2005 a septiembre de 2006.
|    | Ciudad - Nombre de estación      | Estado           | Embarques y desembarques |
| -- | -------------------------------- | ---------------- | ------------------------ |
| 1  | Nueva York (Penn Station)        | Nueva York       | 7.546.208                |
| 2  | Washington (Union Station)       | Washington D. C. | 3.859.117                |
| 3  | Filadelfia (30th Street Station) | Pensilvania      | 3.555.646                |
| 4  | Chicago (Union Station)          | Illinois         | 2.531.836                |
| 5  | Los Ángeles (Union Station)      | California       | 1.414.164                |
| 6  | Boston (South Station)           | Massachusetts    | 988.842                  |
| 7  | Sacramento Valley Station        | California       | 923.699                  |
| 8  | Baltimore (Penn Station)         | Maryland         | 910.523                  |
| 9  | San Diego (Union Station)        | California       | 867.873                  |
| 10 | Rensselaer (Albany-Rensselaer)   | Nueva York       | 761.434                  |
| 11 | Wilmington                       | Delaware         | 712.219                  |
| 12 | New Haven (Union Station)        | Connecticut      | 631.596                  |
| 13 | Newark (Penn Station)            | Nueva Jersey     | 609.184                  |
| 14 | Irvine                           | California       | 594.324                  |
| 15 | Seattle (King Street Station)    | Washington       | 583.766                  |
| 16 | Linthicum (BWI Airport station)  | Massachusetts    | 561.505                  |
| 17 | Providence                       | Rhode Island     | 512.974                  |
| 18 | Portland (Union Station)         | Oregón           | 482.695                  |
| 19 | Milwaukee                        | Wisconsin        | 481.818                  |
| 20 | Emeryville                       | California       | 469.236                  |
| 21 | Trenton                          | Nueva Jersey     | 436.058                  |
| 22 | Fullerton                        | California       | 414.780                  |
| 23 | Solana Beach                     | California       | 413.143                  |
| 24 | Harrisburg                       | Pensilvania      | 383.380                  |
| 25 | Bakersfield                      | California       | 382.393                  |

### Interrupciones de servicio

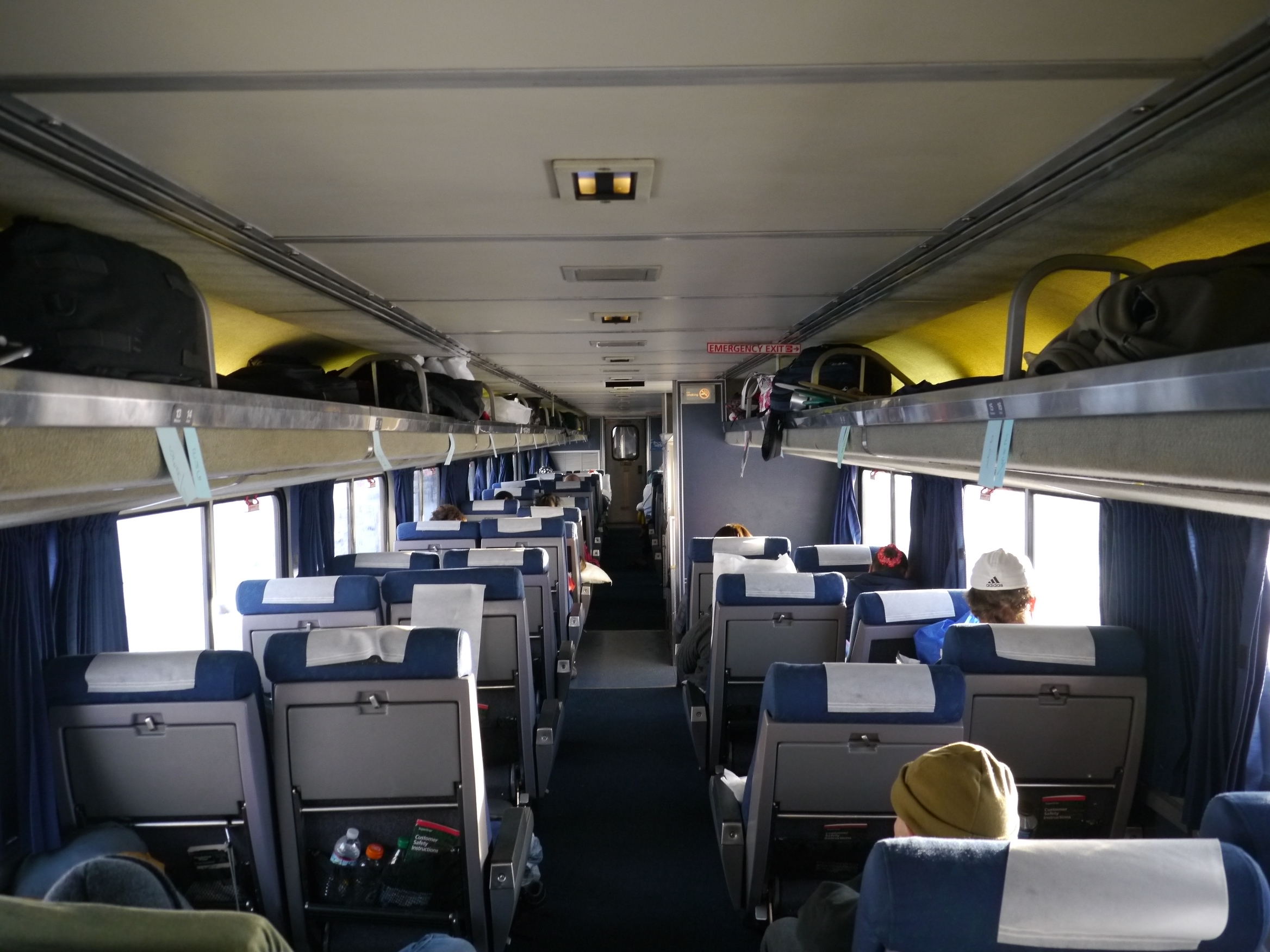
Dentro de un coche modelo Superliner.

Los únicos estados que no tienen servicio por Amtrak son Hawái (el cual se encuentra en una isla en medio del Pacífico), Alaska (cuyo servicio de ferrocarril es operado por Alaska Railroad) y Dakota del Sur. Wyoming perdió el servicio de trenes tras los cortes de presupuesto de 1997, pero todavía tiene servicio por parte de Amtrak Thruway Motorcoaches. Aunque opere en 47 estados, Amtrak sirve a muchos estados de forma testimonial, con pequeñas estaciones situadas en la frontera con otro estado y o llegando solo a las áreas metropolitanas más pobladas.
El daño en la estructura de la vía causado por el huracán Katrina dejó largos tramos de la ruta Sunset Limited fuera de servicio. Originalmente el tren de esta ruta partía de la ciudad de Orlando en Florida, pero los daños en las vías originados a lo largo del golfo de México han interrumpido el servicio. El dueño de las vías, la empresa CSX, completó la reparación de todos los tramos dañados por el temporal a principios de 2006 pero el servicio de Amtrak a 2007 no se había restablecido.
La mayoría de las grandes ciudades e importantes centros de negocio (incluidas cinco con más de un millón de residentes) no tiene servicio directo con Amtrak. Estas ciudades son:
- Phoenix, Arizona (Puesto 14, metro pop 3,7M)
- Columbus, Ohio  (Puesto 32, población 1,7M) (El servicio se suspendió en 1977)
- Las Vegas, Nevada  (Puesto 33, población 1,6M) (El servicio se suspendió en los recortes de 1997)
- Nashville, Tennessee  (Puesto 39, población 1,3M)
- Louisville, Kentucky  (Puesto 43, población 1,2M) (El servicio se suspendió con la eliminación de la Kentucky Cardinal en 2003)
- Dayton, Ohio  (Puesto 53, población 950.000)
- Tulsa, Oklahoma  (Puesto 45 población 986.000)
- Fort Wayne, Indiana (población 502.000)
- Colorado Springs, Colorado  (población 500.000)
- Boise, Idaho  (población 430.000) (perdido el servicio 1997)

Otras ciudades no tienen servicio directo debido al inconveniente de las barreras hidrográficas, son por ejemplo: Norfolk (Puesto 31) y Virginia Beach en el área de Hampton Roads. San Francisco tiene el obstáculo de la bahía en dónde los trenes paran en Oakland y Emeryville  y San Petersburgo, Florida en dónde paran los trenes que no puede atravesar la bahía de Tampa.
Phoenix, es operado por thruway motorcoach desde la ruta Southwest Chief en Flagstaff, o en las proximidades, con una carencia de cualquier conexión pública de transporte, Maricopa, alrededor de 30 millas de la ciudad. Phoenix había perdido el servicio en junio de 1996 cuando Southern Pacific (ahora parte de Union Pacific) abandonó la línea que llegaba desde Yuma.
La última ruta que conectaba Chicago con Florida con los trenes tales como City of Miami, Dixie Flagler y el South Wind fueron interrumpidos cuando Floridian cesó sus operaciones en octubre de 1979. Este hecho dejó un vacío en el mapa de rutas de Amtrak.
- Artículo de los mercados en los que el ferrocarril no opera (en inglés).
- Muestra de las áreas poblacionales de Estados Unidos y el servicio de Amtrak.

### Servicios a los pasajeros
A través de varios servicios de pasajeros, Amtrak sirve a un total de 61,1 millones de pasajeros cada año en cooperación con los Estados y las autoridades regionales en California, Washington, Maryland, Connecticut, y Virginia:
- Caltrain (San Francisco y San José)
- Sounder Commuter Rail (Seattle y el área de Puget Sound )
- San Diego Coaster (San Diego)
- MARC (Maryland)
- Shore Line East (Connecticut)
- Virginia Railway Express (Northern Virginia)

En el pasado, Amtrak operaba Metrolink, y MBTA Commuter Rail.
La ruta Pacific Surfliner de Amtrak (oficialmente San Diegan) ha sido creado en su mayoría por Caltrans y no por el gobierno federal.

### Conexiones intermodales
Las conexiones intermodales entre los trenes de Amtrak y otros transportes están disponibles en muchas estaciones. Con pocas excepciones, las estaciones de ferrocarril en las que tienen parada los trenes de Amtrak tienen conexiones con la red de transporte público local, ya sea el metro o servicios de autobuses o cercanías.
Amtrak además opera con código compartido con Continental Airlines, proveyendo servicio entre el aeropuerto Newark (vía estación de Amtrak y AirTrain Newark) y Philadelphia 30th St, Wilmington, Stamford, y New Haven. Además, Amtrak tiene estaciones de tren en el aeropuerto de Milwaukee y Baltimore.
Amtrak coordina el servicio de la empresa de autobuses Thruway Motorcoach para extender muchas de sus rutas, sobre todo en California.

### Campaña cliente
Amtrak tiene un programa de fidelización al cliente denominado Guest Rewards, el cual es similar a los programas de viajeros frecuentes de las compañías aéreas o de alquiler de coches. Los viajeros acumulan puntos y consiguen de esta forma puntos para descuentos o viajes gratis u otro tipo de regalos.

## Amtrak en comparación con otros transportes
Fuera del corredor noreste, Amtrak no tiene mucho peso dentro del mercado de transportes. Desde que añadió a su servicio un intervalo de frecuencias en el corredor este, medio oeste, California y el Pacífico Noroeste. En 2003, Amtrak transportó el 0,1 % de los kilómetros recorridos por los ciudadanos en sus viajes interurbanos (5 680 millones sobre un total de 5 280 860 millones totales siendo el automóvil privado el que tiene el mayor porcentaje). En el año fiscal de 2004, las rutas de Amtrak tuvieron una afluencia de 25 millones de pasajeros, mientras que en ese mismo año las compañías aéreas transportaron 712 millones de pasajeros.
Amtrak, de todas formas, ofrece su servicio en muchas zonas que no tienen servicio aéreo u otro medio de transporte público.
| Modo                   | Ingresos             | Consumo energético       | Seguridad                                          | Fiabilidad |
| ---------------------- | -------------------- | ------------------------ | -------------------------------------------------- | ---------- |
| Líneas aéreas          | 12,0¢ pasajero/milla | 3.297 BTU pasajero/milla | 0,02 por milla recorrida                           | 82%        |
| Autobuses interurbanos | 12,9¢ pasajero/milla | 3.496 BTU pasajero/milla | 0,05 muertes por 100 millones de millas recorridas | N/A        |
| Amtrak                 | 26,0¢ pasajero/milla | 2.100 BTU pasajero/milla | 0,03 muertes por 100 millones millas recorridas    | 74%        |
| Automóviles            | N/A                  | 3.527 BTU pasajero/milla | 0,80 muertes por 100 millones millas recorridas    | N/A        |

## Servicios de mercancías
Amtrak Express proporciona servicios de envío de pequeños paquetes y de cargas menores de un camión entre más de 100 ciudades. Amtrak Express también ofrece el envío de estación a estación de restos humanos a muchas ciudades. En estaciones más pequeñas, los directores de las funerarias deben cargar y descargar el envío dentro y fuera del tren. Amtrak transportaba correo para el servicio postal de los Estados Unidos y de carga urgente, pero interrumpió estos servicios en octubre de 2004.
En muchas partes de las pocas vías que Amtrak posee, merced a los acuerdos entre empresas de ferrocarril otras empresas de carga usan esas vías.

## Trenes y vías

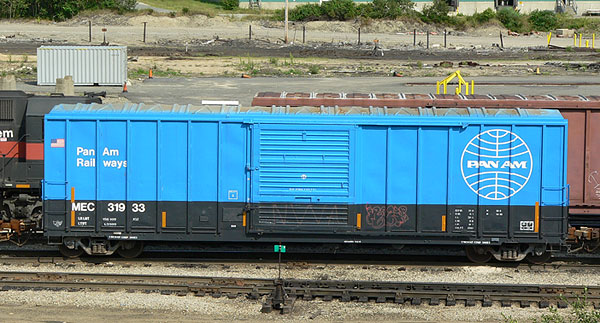
Vagón de carga de la empresa Guilford, en el sur de Portland, Maine.

La mayoría de las vías son propiedad de las empresas de ferrocarril de transporte de carga. Amtrak funciona sobre los siete ferrocarriles de la clase I, así como en varias líneas cortas - como la empresa Guilford, ferrocarril de Nueva Inglaterra y ferrocarril central de Vermont. Otras secciones son poseídas por terminales de ferrocarril controlados en común por compañías de transporte o por trenes de cercanías

### Vías propias
A lo largo del corredor noreste y en muchas otras áreas, Amtrak posee 1175 km de vías, incluyendo 17 túneles con una longitud de 47,8 km y 1186 puentes (incluyendo el famoso Puente de la puerta del infierno) que contienen 68,4 km de vía. Amtrak es propietaria y gestiona las siguientes líneas:

#### Corredor noreste
El corredor noreste es una ruta entre Washington D. C. y Boston que atraviesa Baltimore, Filadelfia, Newark y Nueva York siendo la mayor propiedad de Amtrak, trabajando cooperativamente con diferentes estados y agencias regionales de pasajeros. Fue adquirida por Amtrak dentro de la ley de revitalización y regulación del ferrocarril de 1976.
- Boston a Massachusetts/Rhode Island línea estatal (operada y mantenida por Amtrak pero la propietaria es la Mancomunidad de Massachusetts)
- 190,4 km, Massachusetts/Rhode Island línea estatal a New Haven, Connecticut
- 386 km, New Rochelle, Nueva York a Washington D. C.
- 357 km, Montreal, Albany, Nueva York[19]

El trozo de línea de New Haven a la frontera de Nueva York/Connecticut (Port Chester/Greenwich) es propiedad del estado de Connecticut, mientras que el tramo entre Port Chester a New Rochelle es propiedad del estado de Nueva York. El Departamento de Transporte de Connecticut y la autoridad metropolitana de transportes opera esta línea a través de Metro-North Railroad.

#### Filadelfia - Harrisburg
Esta ruta discurre desde Filadelfia hasta Harrisburg.  Como resultado de una colaboración con la mancomunidad de Pensilvania, se ha hecho una inversión de señales y vías que fueron completadas en octubre de 2006, siendo ahora todo el servicio eléctrico con una velocidad máxima de 175 km/h (110 mph) a lo largo del corredor.
- 167 km (104 millas), Filadelfia a Harrisburg (Pennsylvanian y Keystone Service)

#### Corredor Empire
- 18 km, Estación Pensilvania de Nueva York a Spuyten Duyvil
- 57,8 km, Stuyvesant a Schenectady (operado y mantenido por Amtrak, pero propiedad de CSX)
- 13,8 km, Schenectady a Hoffmans

#### New Haven-Springfield
- 97,4 km, New Haven a Springfield (Regional y Vermonter)

#### Otras rutas
- Chicago-Detroit Line - 158 km, Porter a Kalamazoo (Wolverine)
- Chicago-Detroit Line - 6 km en Detroit, CP Townline a CP West Detroit (Wolverine)
- Post Road Branch - 20 km, Post Road Junction a Rensselaer (Lake Shore Limited)

Amtrak además es dueña de la estación y talleres de mantenimiento en Chicago; Hialeah (cerca de Miami, Florida), Los Ángeles, Nueva Orleans, Nueva York; Oakland (Kirkham Street Yard); Orlando; Portland; Saint Paul (Minnesota), Seattle y Washington D. C..
Amtrak tiene las estaciones de Chicago Union Station Company (Chicago Union Station) y la Penn Station (New York Penn Station). Tiene el 99,7 % de la compañía de Washington Terminal Company (Washington Union Station) y el 99 % de 30th Street Limited (Philadelphia 30th Street Station). Además Amtrak es propietaria de una aseguradora de pasajeros de ferrocarril.

### Material rodante

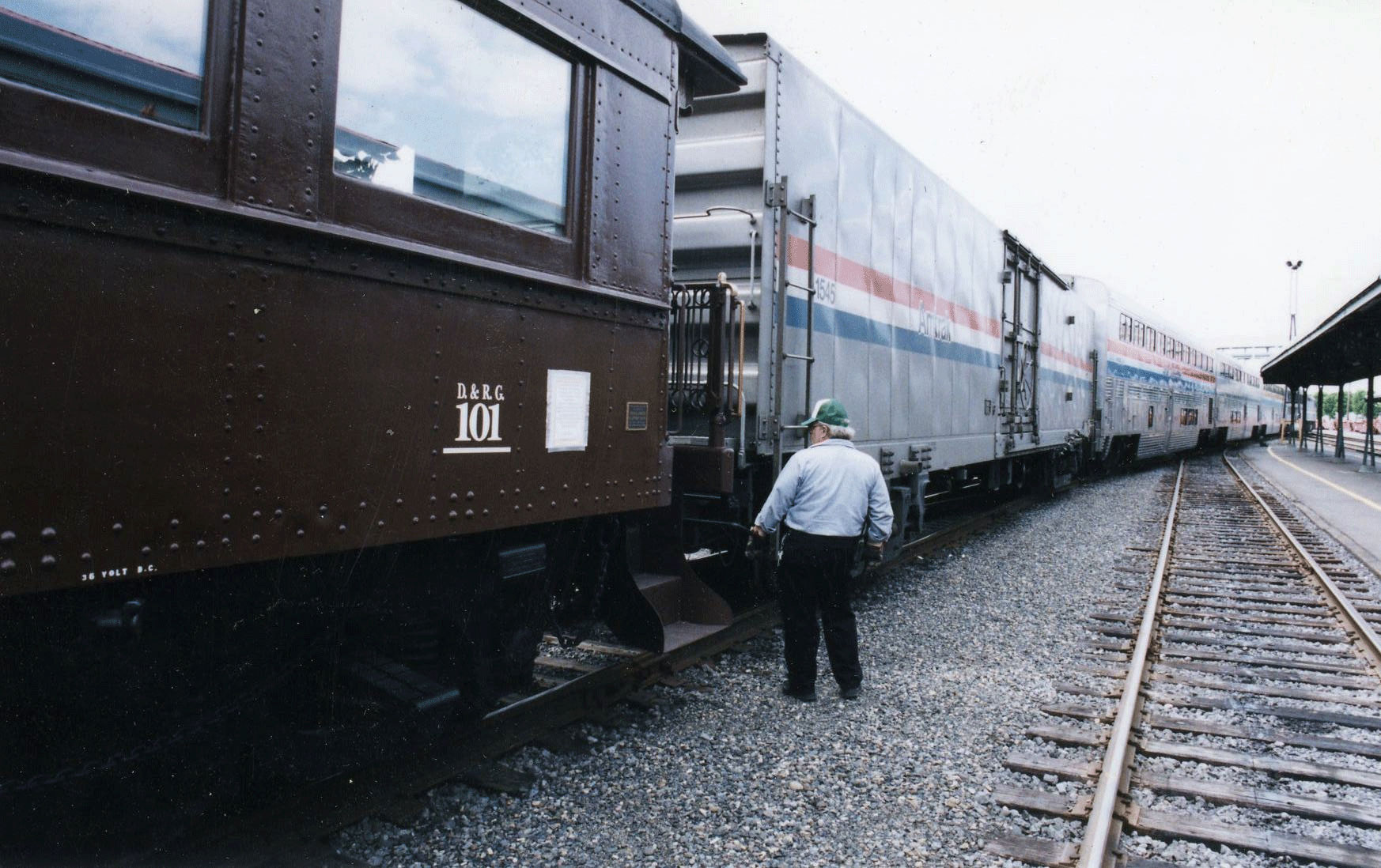
Conectando un vagón privado al final de un tren de Amtrak.

Amtrak tiene 425 locomotoras (351 de diésel y 74 eléctricas).
Locomotoras diésel
| Constructor | Modelo           | Número de locomotoras                        | Años de servicio | Notas |
| ----------- | ---------------- | -------------------------------------------- | ---------------- | --- |
| GE          | P42DC            | 1-207                                        | 1996-presente    | Locomotoras principales de Amtrak. |
| GE          | P40DC            | 800-843                                      | 1993-presente    | Varias de estas unidades están almacenadas así el departamento de transporte de Connecticut contiene ocho unidades.                                                                   |
| GE          | P32-8WH (Dash 8) | 500, 503-519; 2051, 2052 (Amtrak California) | 1991-presente    | Utilizado como reserva o para la conmutación. La clase entera ahora está experimentando un reacondicionamiento. 501 y 502 fueron vendidos al California Department of Transportation. |
| EMD         | F59PHI           | 450-470; 2001-2015 (Amtrak California)       | 1994-presente    | Usadas fundamentalmente en la costa oeste. |

Locomotoras diésel de intercambio
| Constructor          | Modelo  | Número de Locomotoras | Años de Servicio | Notas                                                                                 |
| -------------------- | ------- | --------------------- | ---------------- | ------------------------------------------------------------------------------------- |
| EMD                  | SW1     | 737                   |                  |                                                                                       |
| EMD                  | SW8     | 1-3, 748-749          |                  | Construidos entre 1951-53; previamente usados en la Terminal pública de Nueva Orleans |
| EMD                  | SW1000R | 790-799               |                  |                                                                                       |
| EMD                  | SW1001  | 569                   |                  |                                                                                       |
| EMD                  | SSB1200 | 558-567               |                  |                                                                                       |
| EMD                  | SW1500  | 540, 541              |                  |                                                                                       |
| EMD                  | MP15    | 530-539               |                  |                                                                                       |
| MPI                  | GP15D   | 570-579               |                  |                                                                                       |
| RPI                  | GG20B   | 599                   |                  |                                                                                       |
| EMD                  | GP38    | 720-724               |                  |                                                                                       |
| EMD/Norfolk Southern | GP38H-3 | 520-527               |                  |                                                                                       |

Antiguas locomotoras diésel
| Constructor          | Modelo     | Número de locomotoras | Años en servicio             | Notas |
| -------------------- | ---------- | --------------------- | ---------------------------- | --- |
| EMD                  | F40PH      | 200-415               | 1977-2003                    | Formalmente las locomotoras principales de Amtrak. Algunas de ellas se han convertido en coches de equipaje o han sido retiradas o vendidas en 2003. Un pequeño número de ellas ha sido donado a museos de ferrocarril. |
| EMD                  | GP40TC     | 192-199 (Original)    | 1989-Present (reconstruidas) | Ex-GO Transit locomotoras. |
| EMD                  | F69PHAC    | 450, 451              | 1990-1993                    | Locomotoras experimentales construidas en un asociación entre EMD y Siemens, y diseñadas por AC locomotive technology. Solo se construyeron dos. Ellas fueron devueltas a EMD en 1993.                                  |
| GE                   | P30CH      | 700-724               | 1975-1991                    | La segunda locomotora usada por Amtrak. Basada en la locomotora de carga de GE modelo U30C. Todas se han desguazado. |
| EMD                  | SDP40F     | 500-649               | 1973-1985                    | Primera locomotora usada por Amtrak, originalmente diseñada para el servicio de carga de mercancías. Todas fueron vendidas, desguazadas en 1985. Solo se ha conservado una.                                             |
| Rohr Industries, ANF | Turboliner | 59-67, 150-163        | 1973, 1975, 1976             | Los trenes de ANF fueron fabricados entre 1973 y 1975. Cuando los trenes de Rohr fueron introducidos en 11976, los ANF han sido reconstruidos.                                                                          |
| UAC                  | TurboTrain | 54-57                 | 1968-1980                    | Amtrak fue la última empresa en tenerlo. Todos los trenes de este modelo han sido destruidos. |

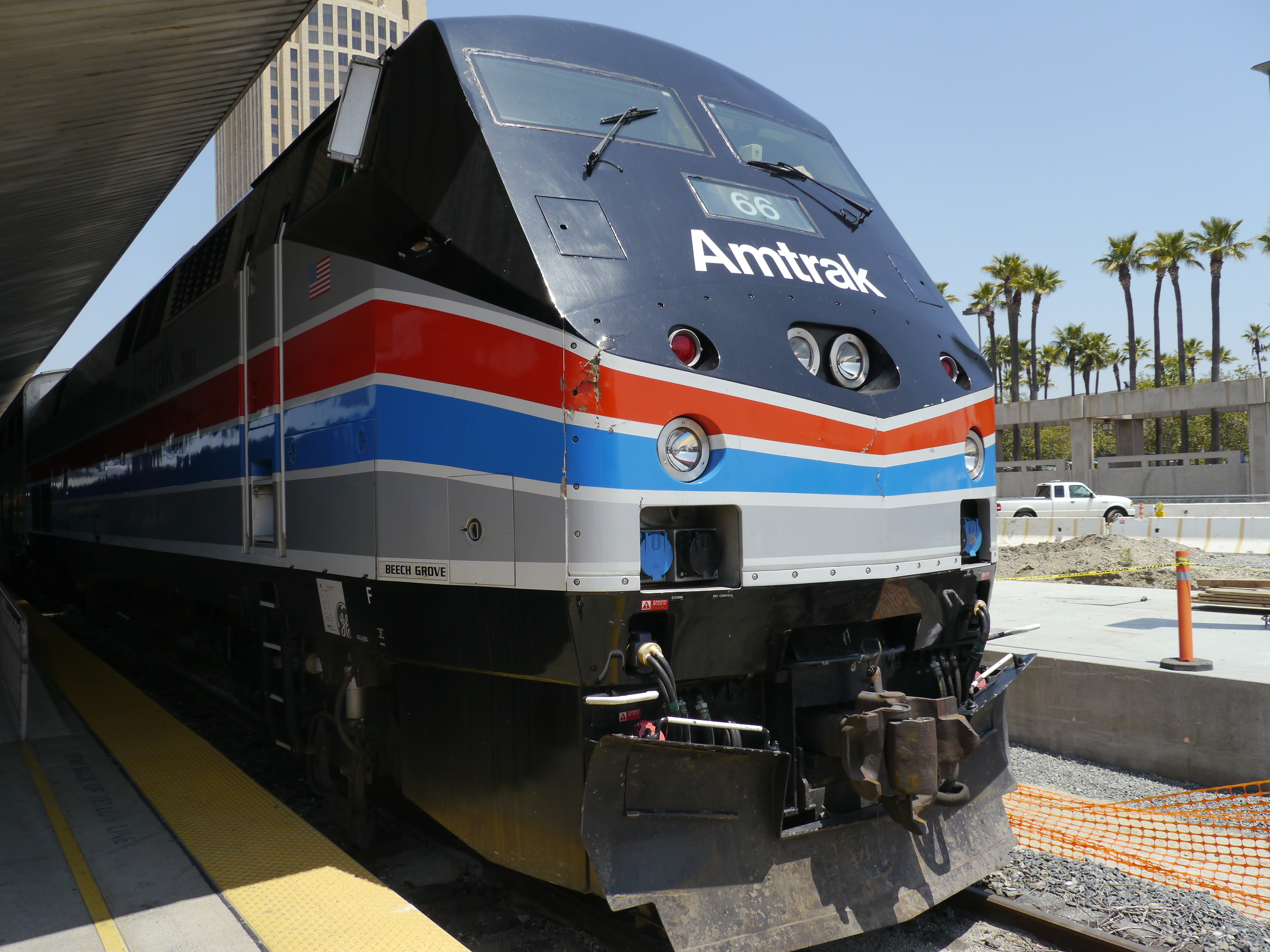
Un P42DC de Amtrak.

Otras locomotoras que fueron heredadas de otras empresas de ferrocarril.
Estas locomotoras fueron heredadas de muchas de las empresas de ferrocarril de la Clase 1 que se unieron a Amtrak. Muchos de estos ejemplos de cada tipo sobreviven.
- EMD E9
- EMD E8
- EMD FP7
- EMD F7
- EMD F3B

Locomotoras Eléctricas
| Constructor               | Modelo      | Número de locomotoras | Años de servicio | Notas |
| ------------------------- | ----------- | --------------------- | ---------------- | --- |
| GE                        | P32ACDM     | 700-717               | 1995-presente    | Locomotora híbrida diésel-eléctrica |
| Bombardier Transportation | Acela HHP-8 | 650-664               | 1998-2016        | Tren de alta velocidad. (663 han estado fuera de servicio debido a un fallo en el transformador. Este hecho ha abierto una disputa entre Bombardier y AMTRAK por cuál de las dos empresas deberá acarrear con los costes). |
| EMD / ASEA                | AEM-7       | 901-953               | 1979-2016        | Una serie de reformas comenzó en 1999. |

Veinte trenes Acela Express son usados en el corredor noreste entre la South Station de Boston y la Union Station de Washington D. C.. Este servicio es el de mayor tráfico de la compañía.
Estos trenes no han estado exentos de problemas. En abril de 2005, todos los trenes tuvieron que ser retirados del servicio para efectuar una operación de reparación sobre los rotores de frenado. Tras esta reparación, los trenes volvieron a funcionar en septiembre de 2005.
Locomotoras eléctricas
- GE E60 - Dos ejemplos han sido conservados, 958 en el NJT CP y 603 reconstruido en la forma MA.

Locomotoras heredadas de otras compañías.
- EMD FL9 -

- PRR GG1 - heredada de Penn Central. Muchas locomotoras sobreviven.

Coches

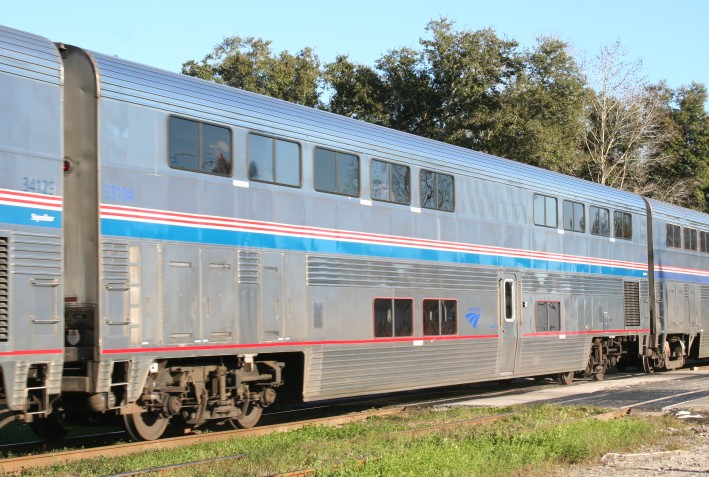
Un coche modelo Superliner.

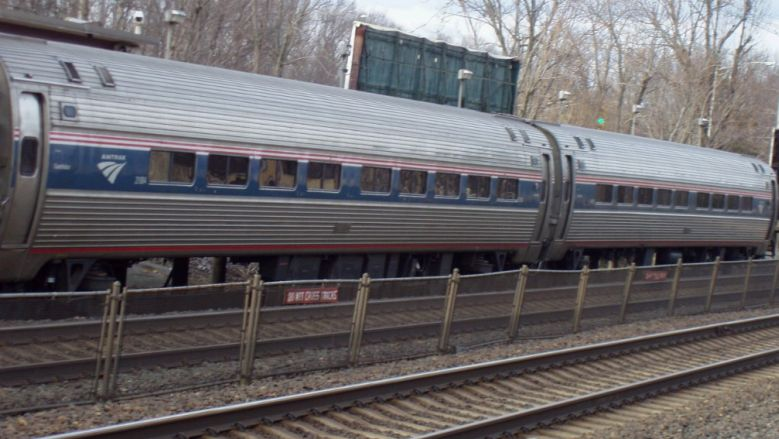
Un coche Amfleet

Amtrak posee 2142 coches incluidos 168 coches litera, 760 coches vagón, 126 coches de primera clase, 66 coches cama, 225 coches bar/restaurante, 1 coche escénico y 92 coches restaurantes. Estos son:
- Superliner I y II
- Amfleet I y II
- Horizon Fleet
- Viewliner
- Heritage Fleet
- California Cars
- Surfliner Cars
- Talgo
- Dome car

## Presidentes de Amtrak
- Roger Lewis (1971 - 1974)
- Paul H. Reistrup (1975 - 1978)
- Alan S. Boyd (1979 - 1981)
- W. Graham Claytor Jr. (1982 - 1993)
- Thomas Downes (1993 - 1998)
- George Warrington (1998 - 2002)
- David L. Gunn (2002 - 9 de noviembre de 2005)
- David Hughes (interinamente) (2005 - 2006)
- Alexander Kummant (2006 - actualidad)